# Canoe.ca
Canoe.ca는 캐나다의 포털 사이트로, 뉴스, 엔터테인먼트 등을 제공한다. 퀘베커 미디어의 자회사이며, 1996년 3월 4일부터 서비스를 시작하였다.